# سیمین‌ماهی‌ها (سرده)
سربرهنه (سرده) (نام علمی: Osmerus) نام یک سرده از تیره سیمین‌ماهی است.

## گونه‌ها
سه گونه شناخته شده در این سرده وجود دارد:
- سیمین‌ماهی اروپایی (کارل لینه،  ۱۷۵۸) (European smelt)
- سیمین‌ماهی رنگین‌کمان (Mitchill, 1814)
  - Osmerus mordax dentex اشتاینداچنر & کنر، ۱۸۷۰ (Arctic rainbow smelt)
  - Osmerus mordax mordax (ساموئل ال. میتچیل،  ۱۸۱۴) (Rainbow smelt)
- سیمین‌ماهی کوتوله ادوارد درینکر کوپه،  ۱۸۷۰ (Pygmy smelt)